# Sesleria caerulea
Espèce
Sesleria caerulea, la Seslérie bleue, est une plante herbacée de la famille des Poacées.

## Synonyme
- Sesleria albicans